# Дубровин, Матвей Григорьевич
Матве́й Григо́рьевич Дубро́вин (12 июля 1911 — 22 октября 1974) — советский режиссёр детского театра, педагог, основатель и первый художественный руководитель Театра юношеского творчества (ТЮТ) при Дворце пионеров в Ленинграде. Заслуженный работник культуры РСФСР.

## Биография
Матвей Дубровин родился в Саратове в семье портного (четвёртый сын).
В 1923 году двенадцатилетний Матвей организовал в Саратове драмкружок «Революционный театр» и поставил там свой первый спектакль «Робин Гуд».
В начале 30-х Дубровин оказался в Ленинграде. Некоторое время учился на филологическом факультете Университета. Затем поступил в театральное училище на отделение режиссуры.
Перед началом войны был ассистентом режиссёра у Мейерхольда на постановке "Пиковой дамы" в Малом государственном оперном театре.
С 1939 года Дубровин на фронте. В начале Финской войны руководит агитбригадой. В 1941 году командует стрелковой ротой на Невском пятачке. После тяжёлой контузии его отправляют в эвакуацию в город Хорог, расположенный на «крыше мира» (Памире), для организации первого в Таджикистане музыкального театра. Там и явилась, воплощенная позднее в ТЮТе, идея создания театра, в котором «все люди были бы счастливы…».

## Творческая и педагогическая деятельность
Матвей Дубровин создал педагогическую систему воспитания детей средствами театрального искусства. Автор статей и методических разработок по вопросам эстетического воспитания. Матвей Григорьевич воспитал в ТЮТе целую плеяду ныне широко известных деятелей российского театра и кинематографа: Евгений Сазонов, Вениамин Фильштинский,  Рудольф Кац, Станислав Ландграф, Лев Додин, Сергей Соловьёв, Виктор Ильичёв, Борис Смолкин, Евгения Сабельникова, Николай Буров, Александр Галибин, Андрей Краско.

### Ленинградский период (детские драмкружки)
Вернувшись в Ленинград в 1947 году, Дубровин начал вести занятия в четырёх детских драматических кружках (драмкружок в Доме кино, драмкружок в ДК имени Кирова, драмкружок в Доме учителя на Мойке, драмкружок во Дворце пионеров имени А. А. Жданова). Работа с детьми становится главным делом его жизни. Из кружка в Доме кино вышли такие замечательные актёры, как Маргарита Володина и Лидия Шукшина.

### Ленинградский период
Расцвет Дворца пионеров, открытого в Аничковом дворце, пришёлся на середину 50-х годов XX века, на время оттепели. В 1956 году Дубровин начинает руководить главным детским театральным коллективом Ленинграда, который объединяет участников всех, ранее созданных, детских драмкружков. 10 ноября 1956 года ТЮТ открывается постановкой пьесы Михаила Светлова «Двадцать лет спустя». В число первых тютовцев вошли Станислав Ландграф, Евгений Сазонов, Лев Додин и Сергей Соловьёв.
«Круг Матвея Дубровина» 
Театр-школа ТЮТ, основанный в 1956 году, построен по принципу «круга». В отличие от «профессионального» театра, построенного, как некая вертикаль, где на вершине находятся режиссёр и актёры, а подножие занимают театральные цеха: костюмеры, гримеры, бутафоры, осветители, Дубровиным был создан «Круг Матвея Дубровина», где все театральные профессии являются тропинками к спектаклю, результату общего труда участников. Каждый из участников выбирал производственный театральный цех по своему вкусу и, работая в нём, вносил свой вклад в создание спектакля. Это в какой-то мере избавляло юных актёров от «звездной» болезни. Трудно зазнаваться, если сегодня ты выступаешь на сцене, а завтра за кулисами помогаешь своим товарищам. Во главе каждого цеха стоит руководитель, ему помогают педагоги цеха. Занятие в одном из цехов обязательно для студийцев. Таким образом, участники получают навыки театральных профессий и подготавливаются к работе на настоящих тютовских спектаклях.

## Деятели культуры и ученики о М. Г. Дубровине

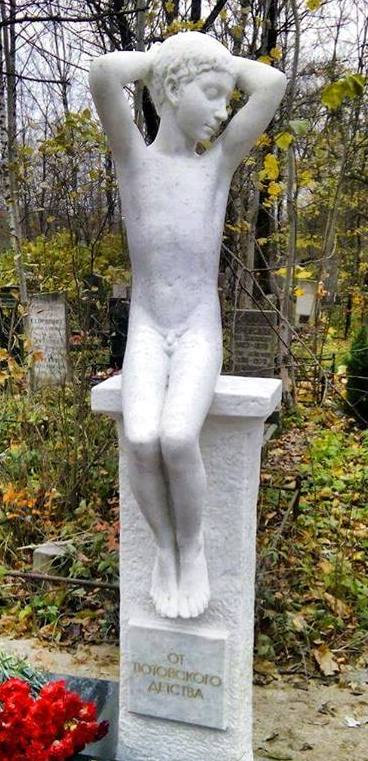
Памятник на могиле Матвея Дубровина с надписью «От тютовского детства»

Народный артист Российской Федерации Станислав Ландграф:
«Матвей Григорьевич Дубровин, он ведь не воспитывал ни работников театра, ни артистов, ни художников, ни гримёров, ни костюмеров, никого. Он воспитывал маленького человека. Потому что, как я теперь понимаю, только из маленького воспитанного человека может вырасти большой воспитанный человек».
Народный артист Российской Федерации Лев Додин:
«Я думаю, что он был шире профессионального театра, по крайней мере — тогдашнего профессионального театра. Он был по духу своему — Пророк, Учитель в Библейском смысле слова — Проповедник».
«Матвей Григорьевич был потрясающим демиургом. Мы работали «Секрет в чемодане» со вторым педагогом, очень умным, содержательным. Репетировали, было очень серьезно, но скучно. Вдруг пришел Дубровин и стал разбирать и показывать — что это может быть. Он был для нас боссом, и вдруг он схватил стул, пододвинул стол, вскочил на стол, схватил в руки стул, стал им размахивать… Мы катались от хохота. С этого момента я не знал, что нравится режиссёр. Но с этого момента мне захотелось быть на столе и размахивать стульями».
Народный артист Российской Федерации Сергей Соловьёв:
«Руководителем этого театра был потрясающий человек, совершенно потрясающий — Матвей Григорьевич Дубровин. Это был не просто руководитель театра, это был человек, который излучал из себя колоссальную энергетику не только любви к театру, вообще любви к тому, что в жизни есть огромное количество прекрасного, которое нужно обязательно в какой-то момент увидеть, ощутить и тогда у вас будет совсем другая жизнь… Я до сих пор помню, как звучит его голос… Это был первый урок магии».
«Меня Дубровин ничему не научил, ничего материального не преподал, но привёл меня в чувство, в правильное чувство. После общения с Матвеем Григорьевичем мне вдруг показалось, что жить на белом свете очень интересно».
«Он обладал этой магией личностной, магией приводить людей в чувство».
«Понимаете, мы имели дело с действительно необыкновенно одарённой личностью. От одарённой личности, когда-то у меня в фильме «Спасатель» было про учителя: «От одного человека, как круги по воде. Вот только кинуть надо, там булькнет и пошли круги по воде». И вот Матвей Григорьевич „булькнул“ совершенно точно в центр, и пошли круги по воде. И я поражаюсь, что они идут до сих пор».
Народный артист Российской Федерации Николай Буров:
«Глубокое уважение и даже поклонение тем учителям, которые были в начале, имена которых я вспоминал, — прежде всего, конечно, это Матвей Григорьевич Дубровин. Уважение к театру. Наверное, впервые я понял, что это не только удовольствие или удовлетворение — это, наверно, ещё и труд, помимо всего. И я до сих пор отношусь к театру как к некоему дому, который и разбивает сердца, но, в то же самое время, дает возможность не только дышать, но и думать».
Народный артист Российской Федерации Александр Галибин:
«Матвею Григорьевичу Дубровину я обязан, если это слово уместно, своим вхождением в театр».
Театральный педагог, режиссёр, профессор, заведующий кафедрой актёрского мастерства и режиссуры СПбГАТИ, председатель совета театральных педагогов СТД России Вениамин Фильштинский:
«Матвей Григорьевич определил мой способ жизни. Я повторил его профессию — педагог.» 
«И он и ТЮТ много дали для ленинградской и питерской культуры. Представить себе культуру города второй половины двадцатого века без Дубровина нельзя».
Российский историк, петербургский краевед, писатель, журналист Лев Лурье:
«Он всегда оставался таким добрым харизматическим лидером, мудрецом, к которому тянулись дети» .
Театральный режиссёр, педагог, художественный руководитель Театра юношеского творчества (ТЮТ) Евгений Сазонов:
«Он приоткрыл нам дверь в космос. И дверь эта была открыта, пока он был с нами. Что же там было? Свет! Это был свет».
Матвей Григорьевич Дубровин умер в 1974 году. Похоронен на кладбище Памяти жертв 9 января.
Напутствие Матвея Григорьевича Дубровина Театру юношеского творчества:

«Дорогой ТЮТ! 

Я выдумал идею такого театра, где высокое творчество сочетается с творческим физическим трудом. На основе этого создаются удивительные товарищеские взаимоотношения между людьми, делающими большое общее дело. 

Общественное и личное становится единым для каждого тютовца. Это учит быть таким нужным для людей! Это создаёт счастье каждому и его окружающим. Я создал такой театр для вас, для советского общества, для коммунизма.

Я не успел довести его до совершенства, хотя стремился к этому.»

## Постановки Матвея Дубровина
- М. Светлов «20 ЛЕТ СПУСТЯ»
- Ю. Принцев «НА УЛИЦЕ СЧАСТЛИВОЙ»
- В. Розов «ЕЁ ДРУЗЬЯ»
- В. Любимова «У ОПАСНОЙ ЧЕРТЫ»
- Сценарий ТЮТ «ЭТО БЫЛО В МЮЛЛЮПЕЛЬТО»
- Г. Абакумов «ЮНЫЙ ГОРНИСТ»
- Сценарий ТЮТ «МЫ ИДЁМ ПО КОРОБИЦЫНО»
- Р. Кац, Е. Сазонов «ПОЕЗД ДАЛЬНЕГО СЛЕДОВАНИЯ»
- Е. Шварц «СНЕЖНАЯ КОРОЛЕВА»
- Р. Кац, Е. Сазонов «ТРИ ШПАГИ НА ТРОИХ»
- М. Дубровин, С. Селектор «НЕОЖИДАННЫЙ ПОВОРОТ»
- М. Горький «СТАРИК»
- А. Кузнецов «МОСКОВСКИЕ КАНИКУЛЫ»